# Takeshi Hamada
Takeshi Hamada (jap. 濱田 武 Hamada Takeshi; ur. 21 grudnia 1982) – japoński piłkarz występujący na pozycji pomocnika. Obecnie występuje w Tokushima Vortis.

## Kariera klubowa
Od 2001 roku występował w klubach Cerezo Osaka, Sagan Tosu i Tokushima Vortis.